# Мастоглоевое море
Мастоглоевое море — водоём, существовавший во впадине Балтийского моря в период 9800—8500 лет назад, являлся переходной стадией между пресноводным Анциловым озером и слабосолёным Литориновым морем. Также известен под названием Раннее Литориновое море. Поскольку водоём характеризовался переходными условиями, в разных источниках он может рассматриваться как самостоятельная стадия, как завершающая фаза стадии Анцилового озера или как начальная фаза стадии Литоринового моря.
Название моря произошло от названия рода диатомовых водорослей Mastogloia, обитающих преимущественно в морских водоёмах и являвшегося руководящей формой этого этапа эволюции Балтийского бассейна.

## История бассейна
Наиболее ранние свидетельства поступления солёной морской воды в западной части бассейна Балтийского моря имеют возраст 9800 лет назад. В этот период Балтийский бассейн сообщался с мировым океаном через узкий и протяжённый пролив, проходивший между современным островом Мён и полуостровом Дарс, затем через Мекленбургскую бухту, пролив Фемарн-Бельт, вдоль восточного побережья острова Лангеланн и далее через современный пролив Большой Бельт в Каттегат. Поступление пресной воды из рек, впадающих в Балтийское море и остатков Балтийского ледникового щита формировало в проливе течение направленное в сторону океана, а незначительная глубина пролива препятствовала поступлению солёной воды в обратном направлении. Продолжающийся эвстатический подъём уровня океана вызывал подъём уровня воды в Балтийском бассейне. Соответственно увеличивалась глубина и пропускная способность канала стока и возможности для проникновения морской воды. Около 9000 лет назад подъём уровня океана приводит к появлению нового пролива в районе современного Эресуннa. С этого момента признаки проникновения солёной воды фиксируются в осадках южной Балтики. Солёность в юго-восточной части водоёма (Гданьская котловина) выросла с 4 ‰ до 8 ‰ за время существования Мастоглоевгого моря. Около 8500 лет назад пролив Эресунн становится достаточно глубоким и широким, чтобы свободно пропускать большие количества солёной морской воды в Балтийский бассейн, на всей территории которого устанавливается слабосолёный морской режим. Этот момент считается окончанием стадии Мастоглоевого моря.
На протяжении Мастоглоевой стадии подъём уровня моря составил 13 метров. Линия, вдоль которой скорости эвстатического подъёма уровня океана и гляцизостатического подъёма земной коры были равны проходила между юго-восточной Швецией и Эстонией и постепенно смещалась к северу. Территории, расположенные к югу от этой линии испытывали трансгрессию, в частности трансгрессия имела место на побережье Эстонии.

## География
На ранний период существования Мастоглоевого моря приходится окончательная деградация Скандинавского ледникового щита.
Значительно сократилась площадь острова на территории современной Лавица-Слупска. Ранее единый массив суши к северу от Померанской бухты распался на современный остров Борнхольм и острова на месте Рённе-Банке и банки Адлергрунд. Продолжается освобождение из-под воды западного побережья Финляндии.

## Осадки
По сравнению с предыдущей (Анциловой) стадией растёт количество органических остатков в осадках. В прибрежной зоне присутствует разнообразная диатомовая флора характерная для солоноватых водоёмов. В глубоководных областях диатомовые представлены в гораздо меньших количествах. В бассейне процветали сине-зелёные во́доросли.

## Климат, растительность и животный мир
Около 9350 лет назад на южном побережье Мастоглоевого моря начинается распространение дуба (лат. (Quercus). Через 200 лет появляется липа (лат. Tília) и образует лиственные леса в ассоциации с дубом, вязом (лат. Úlmus), лещиной (лат. Córylus avellána) и берёзой (лат. Bétula).

## Человек на берегах Мастоглоевого моря
Поселения людей на северо-западе Германии, в Дании и Южной Швеции в этот период принадлежат мезолитической культуре Маглемозе. Начало трансгрессии на территории Ютландии и южной Скандинавии в конце Мастоглоевой стадии маркирует переход от культуры маглемозе (11800—8800 лет назад) к культуре Конгемозе (8800—7400 лет назад).
Далее на восток, на побережьях Польши и Прибалтийских государств археологические находки принадлежат Кундской культуре. Ко временам существования Мастоглоевого моря (9000—8000 лет назад) относятся археологические находки предметов позднемезолитической культуры на Карельском перешейке и в Северном Приладожье. Эти находки (наряду с аналогичными находками в Эстонии) свидетельствуют о большой роли, которую играл в жизни местного населения промысел тюленя.

## Комментарии
1. ↑  Оценки абсолютного возраста событий в разных источниках могут очень существенно отличаться. Развитие методов калибровки данных радиоуглеродного анализа привело к пересмотру многих абсолютных оценок в сторону их увеличения. По этой причине при написании статьи оценки абсолютного возраста событий приведены по наиболее современным источникам.
2. ↑  Здесь и далее по тексту оценки абсолютного возраста приведены относительно 1950 года, см.: До настоящего времени